# Documentatiecentrum Nederlandse Politieke Partijen
Het Documentatiecentrum Nederlandse Politieke Partijen (DNPP) is een afdeling van de Universiteitsbibliotheek van de Rijksuniversiteit Groningen (RUG). Het DNPP verzamelt (digitale) documentatie over politieke partijen in Nederland. Doctoraalstudenten, wetenschappers en de media maken gebruik van de door het DNPP beheerde collecties.

## Werkterrein en collecties
Het DNPP heeft als doel:
- het verzamelen en (digitaal) toegankelijk maken van publicaties van en over Nederlandse politieke partijen;
- het verstrekken van informatie over Nederlandse politieke partijen;
- het doen van onderzoek naar Nederlandse politieke partijen.

Het DNPP focust zich vooral op de activiteiten van de politieke partijen buiten de Eerste en Tweede Kamer; hun parlementaire werkzaamheden worden gedocumenteerd door het Parlementair Documentatie Centrum (PDC) van de Universiteit Leiden. Het op het DNPP aanwezige materiaal bestrijkt de periode vanaf het einde van de negentiende eeuw, toen de eerste politieke partijen werden opgericht in Nederland, tot het heden. Het DNPP houdt zich voornamelijk bezig met het verzamelen en catalogiseren van publicaties vàn en óver Nederlandse politieke partijen. De verzamelde documentatie bestaat onder andere uit beginsel- en verkiezingsprogramma’s, affiches, propagandamateriaal, geluidsopnames en artikelen uit kranten en tijdschriften en is grotendeels gedigitaliseerd. Verder beheert het DNPP een aantal persoons- en partijarchieven (van onder meer D66, de VVD en de JOVD, de jongerenorganisatie van de VVD).
Naast de functie van documentatie- en archiefinstelling fungeert het DNPP ook als onderzoeksinstelling. De nadruk ligt daarbij op onderzoek naar politieke partijen buiten het parlement. Resultaten van dit onderzoek werden aanvankelijk gepubliceerd in de Jaarboeken van het DNPP. Aan deze reeks is in 2008 een einde gekomen. Sindsdien is het DNPP met Boom uitgevers Amsterdam verantwoordelijk voor de serie over Nederlandse politiek, waarin boeken over een aantal Nederlandse politieke partijen zijn verschenen.
Het DNPP maakt onderdeel uit van het in 2007 opgerichte Montesquieu Instituut (MI), een multifunctioneel onderzoeks- en onderwijsinstituut voor vergelijkende parlementaire geschiedenis en constitutionele ontwikkeling in Europa. Hier maken ook de Campus in Den Haag, het Centrum voor Parlementaire Geschiedenis in Nijmegen en het Parlementair Documentatie Centrum in Leiden onderdeel van uit.

## Geschiedenis
Het DNPP werd op 1 september 1973 opgericht door de Groninger hoogleraar Eigentijdse Geschiedenis, Isaac Lipschits. De oprichting van het DNPP is in zekere mate te danken aan de ontzuiling. De ontzuiling zorgde ervoor dat het beoefenen van politieke geschiedenis los kwam te staan van het verzuilde karakter van politieke partijen. Tegelijk kwam sociale geschiedenis meer in de belangstelling. Door deze ontwikkelingen werden de politieke partijen meer een op zichzelf staand thema in plaats van een voetnoot bij de parlementaire geschiedenis.
In 2000 is het DNPP in samenwerking met de Universiteitsbibliotheek van de RUG begonnen met het archiveren van de websites van Nederlandse politieke partijen. Deze sites spelen een belangrijke rol in de communicatie tussen partij en achterban. Veel informatie die vroeger in de gedrukte partijbladen verscheen, is nu exclusief op websites te vinden. De bewaring van deze websites is dan ook van groot belang voor onder meer toekomstig onderzoek. Sinds 2018 verzamelt het DNPP ook de tweets van landelijke politici en partijen.
In 1981 werd Ruud Koole directeur van het DNPP. Hij werd in 1989 opgevolgd door Gerrit Voerman, die sinds 2011 tevens hoogleraar Ontwikkeling en functioneren van het Nederlandse en Europese partijstelsel is aan de Rijksuniversiteit. Vanaf 2003 is het DNPP gevestigd in de Groningse Universiteitsbibliotheek. In 2024 werd Gerrit Voerman als directeur van het DNPP opgevolgd door Carla Hoetink.